# Vuelta a Castellón
La Volta Castelló es una competición ciclista de categoría sub-23 por etapas que se celebra en la provincia española de Castellón.
Se celebra a primeros del mes de junio dos semanas antes de los Campeonatos de España. Se comenzó a disputar en 1983.
Se caracteriza por presentar un recorrido muy montañoso debido a la orografía de la provincia.

## Etapas
Año 2023
| Etapa   | Fecha | Salida            | Meta              | Distancia | Desnivel | Ganador          | Líder         |
| ------- | ----- | ----------------- | ----------------- | --------- | -------- | ---------------- | ------------- |
| Etapa 1 | 08/06 | Vall de Uxó       | Bejís             | 146,0km   | 2100m    | Louis Sutton     | Louis Sutton  |
| Etapa 2 | 09/06 | Alcora            | Altura            | 158,5km   | 2800m    | Abel Odón Rosado | Louis Sutton  |
| Etapa 3 | 10/06 | Benicarló         | Bel               | 161,0km   | 2680m    | Tobias Klein     | Louis Sutton  |
| Etapa 4 | 11/06 | Grao de Castellón | Grao de Castellón | 126,0km   | 1410m    | Daniel Cavia     | Gabriel Rodas |

## Palmarés
| Año  | Ganador                                      | Segundo                 | Tercero                   |
| ---- | -------------------------------------------- | ----------------------- | ------------------------- |
| 1983 | Ignacio Fandos                               | José Julián Balaguer    | José Luis Navarro         |
| 1984 | Álvaro Fernández                             | Fernando Pacheco        | Joaquín Faura             |
| 1985 | José Claramunt                               | Marino Alonso           | Alberto Clerencia         |
| 1986 | Corrado Donadio                              | Jesús Arambarri         | Federico García           |
| 1987 | Uwe Preissler                                | Dirk Meier              | Carsten Wolf              |
| 1988 | Pascal Kohlvelter                            | Manuel Antón            | Juan Balaguer             |
| 1989 | Ivan Parolin                                 | Antonio Ruiz            | Juan Luis Cerebla         |
| 1990 | Joaquín Martínez                             | Marco Rosani            | Finn Vegard               |
| 1991 | Juan Rodrigo Arenas                          | David García            | Manuel Pereira            |
| 1992 | Peter Kant                                   | Darren Baker            | Francisco Benítez         |
| 1993 | Oleg Kastchenko                              | Casper van der Meer     | Patrick Jonker            |
| 1994 | Martin Rittsel                               | Casper van der Meer     | Ginés Salmerón            |
| 1995 | Martin Rittsel                               | Niklas Axelsson         | Pasi Hokkanen             |
| 1996 | Jacob Viladoms                               | Pasi Hokkanen           | Antonio Civantos          |
| 1997 | Tomás Valls                                  | Josep Viladoms          | Pedro Ferrer              |
| 1998 | Marc Prat                                    | Josep Jufre             | Ezequiel Mosquera         |
| 1999 | Juan Gomis                                   | David Vázquez           | Guennadi Mikhailov        |
| 2000 | Roberto Lozano                               | David Debremaker        | Carlos García             |
| 2001 | Miquel Alandete                              | Eligio Requejo          | Roger Lucia               |
| 2002 | Héctor Guerra                                | Antonio Arenas          | Pedro Arocas              |
| 2003 | Samuel Soto                                  | Joaquín Gil             | Vicente Ballester         |
| 2004 | Antonio López                                | Fredrik Modin           | Raúl García de Mateos     |
| 2005 | Pedro Martínez                               | Antonio de Jesús García | Ángel Vázquez Iglesias    |
| 2006 | Samuel Soto                                  | Luis Romero Amaran      | Álvaro Argiró             |
| 2007 | Fabien Fraissignes                           | Jordi Berenguer         | Francisco Javier Martínez |
| 2008 | Sergi Escobar                                | David Belda             | Alexander Ryabkin         |
| 2009 | Ibon Zugasti                                 | Francisco Torrella      | Javier Chacón             |
| 2010 | Fabien Fraissignes                           | Antonio Olmo Menacho    | David Belda               |
| 2011 | José Belda                                   | Jorge Martín Montenegro | Dario Gadeo               |
| 2012 | Josep Betalú                                 | Guillermo Lana          | José Belda                |
| 2013 | Josep Betalú                                 | José de Segovia         | Iván Martínez             |
| 2014 | Arnau Solé                                   | Elías Vega              | Roberto Mediero           |
| 2015 | Diego Tirilonte                              | Fernando Barceló        | Marcos Altur              |
| 2016 | Sergio Vega                                  | Héctor Carretero        | Rubén Montoya             |
| 2017 | Álvaro Cuadros                               | Lucas De Rossi          | Javier Gil                |
| 2018 | Cristian Mota                                | Francisco Galván        | Gabriel Pons              |
| 2019 | Eugenio Sánchez                              | Harrison Wood           | Eneko Aramendia           |
| 2020 | Cancelada debido a la situacion del COVID-19 |                         |                           |
| 2021 | Igor Arrieta                                 | Kamiel Bonneu           | Iván Cobo                 |
| 2022 | Oliver Knight                                | David Domínguez         | Javier Serrano            |
| 2023 | Gabriel Rodas                                | Louis Sutton            | Daniel Jiménez            |
| 2024 | Hugo de la Calle                             | Pablo Bonilla           | Ewan Warren               |

## Palmarés por países
| País           | Victorias | Segundos | Terceros |
| -------------- | --------- | -------- | -------- |
| España         | 29        | 24       | 33       |
| Suecia         | 2         | 3        | 1        |
| Italia         | 2         | 1        | 0        |
| Francia        | 2         | 1        | 0        |
| Países Bajos   | 1         | 2        | 0        |
| Reino Unido    | 1         | 2        | 0        |
| Alemania       | 1         | 1        | 1        |
| Rusia          | 1         | 0        | 2        |
| Luxemburgo     | 1         | 0        | 0        |
| Bélgica        | 0         | 2        | 0        |
| Argentina      | 0         | 1        | 1        |
| Estados Unidos | 0         | 1        | 0        |
| Cuba           | 0         | 1        | 0        |
| Costa Rica     | 0         | 1        | 0        |
| Noruega        | 0         | 0        | 1        |
| Portugal       | 0         | 0        | 1        |
| Australia      | 0         | 0        | 1        |